# Hemigraphis weinlandii
Hemigraphis weinlandii är en akantusväxtart som beskrevs av Karl Moritz Schumann. Hemigraphis weinlandii ingår i släktet Hemigraphis och familjen akantusväxter. Inga underarter finns listade i Catalogue of Life.